# Pestbosje

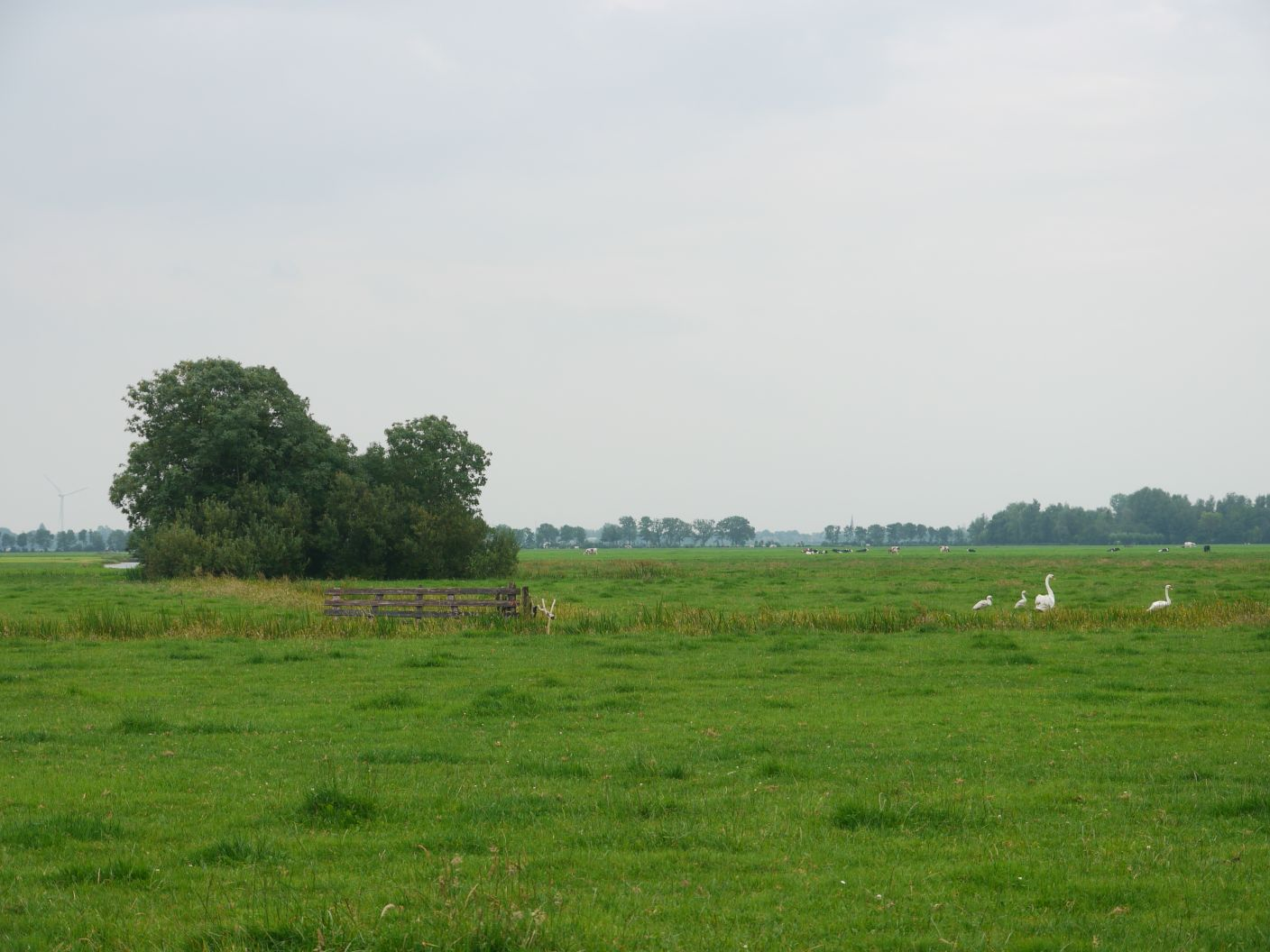
Pestbosje in de Vlietpolder nabij Ofwegen

Een pestbosje of miltvuurbosje (ook krengenbosje, rustbosje, veepestbosje of koebosje genoemd) is een historisch landschapselement dat op het platteland kan worden aangetroffen. Het is een klein met bomen begroeid en vaak met een ringsloot omzoomd stuk land, meestal gelegen aan de rand van een weide.
Ver voor de tijd van hygiëne en regels moesten boeren ook van hun zieke en dode vee af. Vaak betrof het vee dat was bezweken aan besmettelijke ziekten zoals veepest of miltvuur. Deze dieren werden meestal begraven in de hoek van het weiland, zover mogelijk bij de boerderij vandaan. De plek werd met een raster of sloot omgeven en niet bewerkt of beweid, hierdoor konden er bomen en struiken groeien. In weinig veranderde landschappen komen pestbosjes nog voor. De sporen van de miltvuurbacterie, Bacillus anthracis (antrax) kunnen 100 tot 200 jaar actief blijven.   
De kadavers werden bij de begraving vaak met ongebluste kalk overdekt. Dit leidt tot witte plekken in de aarde. Indien een pestbosje (abusievelijk) geruimd wordt, kunnen deze 'witte kuilen' een aanwijzing zijn dat de nodige veiligheidsmaatregelen moeten worden genomen, omdat er nog sporen van de miltvuurbacterie aanwezig kunnen zijn.
Een pestbosje mag niet verward worden met een geriefbosje, aangeplant om boeren van hout te voorzien. De kenmerkende ringsloot heeft dan de functie het hout tegen het vee te beschermen.